# 李自重 (崇禎進士)
李自重（1613年—17世纪？），號安瀾，湖广武昌府江夏县人。明末官员。

## 生平
万历四十一年（1613年）九月二十七日生。崇祯九年（1636年）丙子科湖广乡试举人，崇祯十三年（1640年）庚辰科進士，兵部观政，授济南府推官。